# Leucochlaena turatii
Leucochlaena turatii là một loài bướm đêm trong họ Noctuidae.